# Denmark Open 1946
Die Denmark Open 1946 im Badminton fanden in Kopenhagen statt.

## Finalergebnisse
| Disziplin    | Sieger                         | Finalist                  | Ergebnis          |
| ------------ | ------------------------------ | ------------------------- | ----------------- |
| Herreneinzel | Conny Jepsen                   | Poul Holm                 | 12–15, 15–5, 15–8 |
| Dameneinzel  | Tonny Ahm                      | Agnete Friis              | 11–3, 5–11, 11–2  |
| Herrendoppel | Preben Dabelsteen Jørn Skaarup | Conny Jepsen Erik Friis   | 15–13, 15–6       |
| Damendoppel  | Tonny Ahm Kirsten Thorndahl    | Agnete Friis Marie Ussing | 15–10, 15–7       |
| Mixed        | Tage Madsen Kirsten Thorndahl  | Poul Holm Marie Ussing    | 15–9, 15–7        |